# Jacques Nicolas Billaud-Varenne

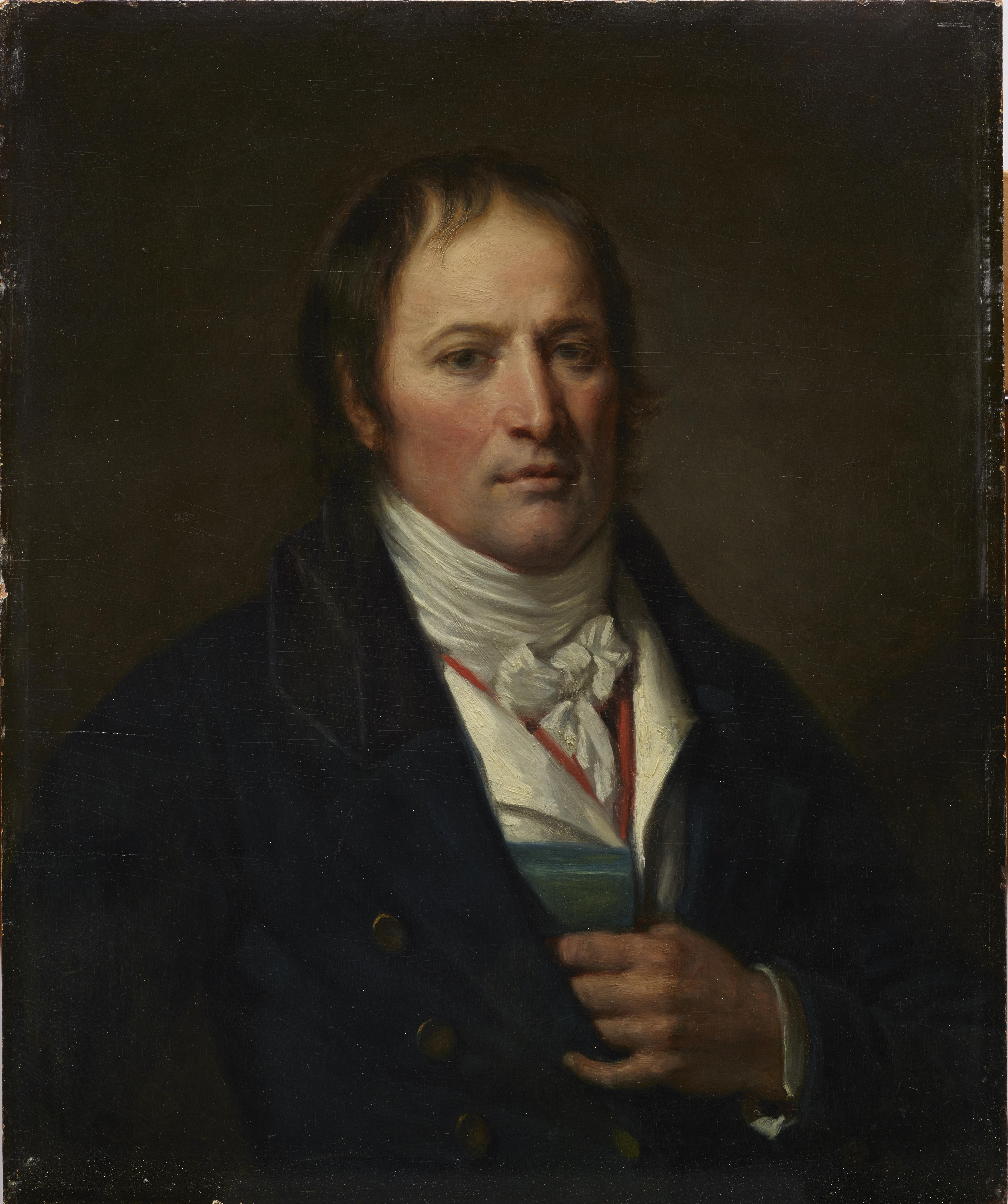
Porträt Billaud-Varennes von Jean-Baptiste Greuze, um 1790

Jacques Nicolas Billaud-Varenne, auch Jean Nicolas, (* 23. April 1756 in La Rochelle; † 3. Juni 1819 in Port-au-Prince) war ein französischer Revolutionär. Er war Haupturheber der Septembermorde 1792, brachte als Präsident des Konvents die Königin Marie-Antoinette vor das Revolutionstribunal und wurde 1795 nach Guayana deportiert, von wo er 1816 entfloh.

## Leben
Der Sohn eines Advokaten trat nach seiner Jugend in den Orden der Oratorianer, wurde Studienpräfekt zu Juilly, zeigte eine Zeit lang Demut und Frömmigkeit, musste aber doch die Anstalt 1783 wieder verlassen.
1785 wurde er in Paris Advokat. Am 12. September 1786 heiratete er in der Kirche Saint-André-des-Arts Anne Angélique Doye, die außereheliche Tochter des Generalpächters von Verdun und kam so zu einigem Vermögen und Ansehen. Der Revolution schloss er sich mit großem Eifer an und wirkte für sie durch Abfassung provokativer Flugschriften. Im Jahr 1791 wurde er zum Richter des 4. Arrondissements von Paris ernannt und er verband sich mit Georges Danton, Jean-Paul Marat und Maximilien de Robespierre. Er leitete den Jakobinerklub und war einer der Initiatoren des Tuileriensturms. Zusammen mit Danton gehörte er zu den Urhebern der Septembermorde. Im Konvent verlangte er die Hinrichtung des Königs binnen 24 Stunden, half beim Sturz der Girondisten mit und klagte de Custine, Houchard und viele andere Generäle sowie die meisten Beamten an, mit denen er auf Inspektionsreisen in Berührung gekommen war.
Während der Schreckensherrschaft war Billaud-Varenne Präsident des Konvents und Mitglied des Wohlfahrtsausschusses; auf seinen Antrag wurden der Herzog von Orléans, die Königin und eine Menge anderer Opfer vor das Revolutionstribunal geführt, das er immer ermahnte, nur die Köpfe nicht zu schonen. Obwohl lange Zeit nur eine Kreatur Robespierres, beteiligte er sich an dessen Sturz vom 9. Thermidor.
Nach dem Ende der Schreckensherrschaft am 1. April 1795 wurde er zur Deportation nach Cayenne verurteilt. Die ihm 1799 erteilte Amnestie nahm er nicht an und blieb in Sinnamary. 1816 kam er nach New York, sah sich aber allenthalben mit Verachtung zurückgewiesen und flüchtete deshalb nach Santo Domingo, wo er von dem Präsidenten Pétion eine kleine Pension erhielt. Er starb am 3. Juni 1819 in Port au Prince.
Die 1821 unter seinem Namen erschienenen Memoiren sind unecht.

## Werke
- Despotisme des ministres de France ou Exposition des principes & moyens employés par l'Aristocracie, pour mettre la France dans les fers. Amsterdam 1789 (Digitalisate: Band 1 bzw. Tome premier; Band 2 bzw. Tome second und Band 3 bzw. Tome troisieme).
- Despotisme des ministres de France, combattu par les droits de la Nation, par les loix fondamentales, par les ordonnances…. Amsterdam 1789 document électronique
- Les elemens du républicanisme–Premiere partie. Paris 1793 (Digitalisat).
- Unecht: Mémoires écrits au Port-au-Prince en 1818, contenant la relation de ses voyages et aventures dans le Mexique, depuis 1815 jusqu’en 1817. Paris 1821 (Digitalisat).
- Alfred Begis (Hrsg.): Billaud Varenne membre du comité de salut public: Mémoires inédits et Correspondance. Accompagnés de notices biographiques sur Billaud Varenne et Collot d’Herbois. Librairie de la Nouvelle Revue, Paris 1893 (Digitalisat).